# ハラルド・クラメール
ハラルド・クラメール（Harald Cramér、1893年9月25日 - 1985年10月5日）はスウェーデンの数学者、アクチュアリー、統計学者であり、特に数理統計学と確率論的数論を専門としていた。John Kingman は彼を「統計理論の偉人の1人」と称した。

## 伝記

### 学生時代まで
1893年9月25日、スウェーデンのストックホルムで生まれる。生涯にわたってストックホルム近辺に住んだ。1912年、ストックホルム大学に入学し、数学と化学を専攻。このとき、著名な化学者ハンス・フォン・オイラー＝ケルピンの研究助手を務め、1913年から1914年の間に5つの論文を発表した。その後、数学に専念するようになる。数学の博士論文は、ストックホルム大学の著名なハンガリー人数学者 Marcel Riesz の下で書いた。また、G・H・ハーディにも師事し、"On a class of Dirichlet series" という論文で博士号を得た。

### 学者としての経歴
博士号を取得後、1917年から1929年までストックホルム大学数学科の助教授を務めた。当初は解析的整数論を主に研究していた。素数および双子素数の分布の研究で、統計学にも重要な貢献をしている。このころの最も有名な論文 "On the order of magnitude of the difference between prime numbers" は数論に確率論を適用することの構築的役割を厳密に評価したものである。
1920年代後半、確率論を主に研究するようになったが、当時それはまだ数学の一分野とは見なされていなかった。確率論には大胆な変化が必要だとクラメールは考え、1926年の論文で、「確率論には純粋に数学的な定義を導入すべきであり、それによって基本的特性と古典的定理を純粋に数学的な操作で演繹することができるようになる」と書いている。クラメールは確率論を厳密に数学的に定式化することに興味を持ち、1930年代初めごろコルモゴロフ、レヴィ、ベルンシュテイン、ヒンチンといったロシアやフランスの数学者の成果を厳密に定式化していった。また、確率論の進歩にも多大な貢献をしている。1937年、確率論の研究成果を Random variables and probability distributions と題してまとめ、ケンブリッジから出版している。第二次世界大戦直後の1946年には、その後に多大な影響を与えた Mathematical Methods of Statistics を出版した。この本は「統計学がフィッシャー派の直観と同時に厳密な数学的解析にも依存していることを示した」。
1929年、クラメールはストックホルム大学に新たに設けられた保険統計数学と数理統計学の教授となった。クラメールは1958年までこれを務めた。在任中、10人の学生の博士課程指導にあたり、Herman Wold や Kai Lai Chung らを指導した。1950年以降はストックホルム大学学長も兼任した。1958年にはスウェーデンの全大学を統括する立場になった。1961年にはこの役職を辞している。

### 保険統計
クラメールの業績の大きな部分を占めているのは保険数理の研究である。1920年から1929年まで、生命保険会社 Svenska livförsäkringsbolaget でアクチュアリーとして働いている。この間の仕事の経験から、その後の彼の研究分野が確率論と統計学に移っていった。1926年には確率論とその応用に関する基礎的な教科書を出版している。Svenska の後も Sverige という保険会社で1948年まで働いた。クラメールは保険のリスク理論の先駆的研究でもよく知られている。その後も1961年まで Sverige のコンサルタントを務めている。後にクラメールはスウェーデンのアクチュアリー協会の名誉会長に選ばれている。

### 晩年と私生活

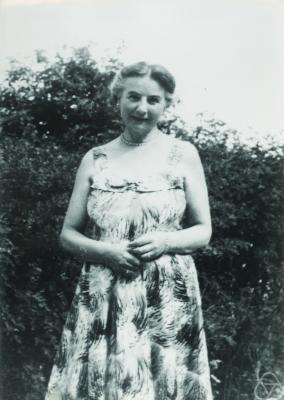
Marta Cramér

クラメールはその後も約20年間にわたって、自身の専門分野に活発に貢献し続けた。1961年に引退した後、それまで役職に伴う雑事で満足にできなかった研究に専念し始めた。1961年から1983年まで、アメリカやヨーロッパ中を飛び回って研究を行い、特にバークレー、プリンストンなどに大きな足跡を残している。その研究者としての活動期間は実に70年（1913年から1982年）にわたる。1978年ガイ・メダル金メダル受賞。
1918年、Marta Hanssow と結婚し、妻が1973年に亡くなるまで添い遂げた。彼は妻をよく "Beloved Marta" と称した。娘を1人、息子を2人もうけた。

## 邦訳
- 『統計学の数学的方法』 1巻、東京図書、1972年。
- 『統計学の数学的方法』 2巻、東京図書、1972年。
- 『統計学の数学的方法』 3巻、東京図書、1973年。
- 『確率論入門』東洋経済新報社、1966年。NDLJP:1382114。